# Chris Morgan (sceneggiatore)
Chris Morgan (Chicago, 24 novembre 1966) è uno sceneggiatore e produttore cinematografico statunitense, noto principalmente per aver lavorato ad alcuni capitoli della serie Fast and Furious e Wanted.

## Filmografia parziale

### Sceneggiatore
- Cellular, regia di David R. Ellis (2004)
- The Fast and the Furious: Tokyo Drift, regia di Justin Lin (2006)
- Wanted - Scegli il tuo destino (Wanted), regia di Timur Bekmambetov (2008)
- Connected, regia di  Benny Chan (2008)
- Fast & Furious - Solo parti originali (Fast & Furious), regia di Justin Lin (2009)
- The Troop (serie TV) (2009)
- Fast & Furious 5 (Fast Five), regia di Justin Lin (2011)
- Fast & Furious 6, regia di Justin Lin (2013)
- 47 Ronin, regia di Carl Rinsch (2013)
- Gang Related - serie TV (2014)
- The Legend of Conan, regia di Hossein Amini (2014)
- Fast & Furious 7, regia di James Wan (2015)
- The Vatican Tapes, regia di Mark Neveldine (2015) - soggetto
- Fast & Furious 8, regia di F. Gary Gray (2017)
- Fast & Furious - Hobbs & Shaw (Fast & Furious Presents: Hobbs & Shaw), regia di David Leitch (2019)
- Fast & Furious 9 - The Fast Saga (Fast & Furious 9), Justin Lin (2021)
- Shazam! Furia degli dei (Shazam! Fury of the Gods), regia di David F. Sandberg (2023)
- Uno Rosso (Red One), regia di Jake Kasdan (2024)

### Produttore
- The Troop - serie TV (2009)
- Gang Related - serie TV (2014)
- La mummia (The Mummy), regia di Alex Kurtzman (2017)
- Fast & Furious 8, regia di F. Gary Gray (2017)
- Bird Box, regia di Susanne Bier (2018)
- Fast & Furious - Hobbs & Shaw (Fast & Furious Presents: Hobbs & Shaw), regia di David Leitch (2019)
- Fast & Furious 9 - The Fast Saga (Fast & Furious 9), Justin Lin (2021)
- Uno Rosso (Red One), regia di Jake Kasdan (2024)